# Globia laeta
Globia laeta är en fjärilsart som beskrevs av Herbert Knowles Morrison 1875. Globia laeta ingår i släktet Globia och familjen nattflyn, Noctuidae. Arten förekommer i Nordamerika, nord östra USA och sydöstra Kanada, bland annat i Ohio, Illinois, New Jersey och Ontario. Inga underarter finns listade i LepIndex, NHM.